# Christina Schamei
Christina Schamei (* um 1992) ist eine deutsche Jazzmusikerin (Gesang, Komposition).

## Leben und Wirken
Schamei absolvierte 2010/11 ihr Jazzvorstudium an der Offenen Jazz Haus Schule Köln bei André Nendza. Das anschließende Studium in Jazzgesang mit dem ergänzenden Hauptfach Improvisation an der Folkwang Universität der Künste bei Romy Camerun und Matthias Nadolny schloss sie 2016 ab; weiterhin nahm sie an Meisterkursen bei Judy Niemack, Silvia Droste, Jeff Cascaro und Fay Claassen teil. Zwischen 2011 und 2015 gehörte sie zu den Kicks and Sticks Voices des Landesjugendjazzorchesters Hessen unter der Leitung von Wolfgang Diefenbach und wirkte dort an Tourneen, dem Album Christmas Celebration, dem südafrikanischen Festival Joy of Jazz sowie dem Rheingau Musik Festival mit. Gefördert wurde sie zudem als Stipendiatin des interdisziplinären Jahresprojektes „Mythos. Moderne. Morgen.“ am Kolleg für Musik und Kunst in Montepulciano und als Stipendiatin bei Live Music Now Rhein-Ruhr.
Seitdem ist Schamei als freischaffende Musikerin tätig. Mit Adrian Czarnecki als Duo Carving Tales legte sie 2014 die EP Rainsteps vor. 2015 gründete sie ihr Quintett, zu dem Saxophonist Benedikt Koch, Pianist Thomas Rückert, Bassistin Caris Hermes und Schlagzeuger Niklas Walter gehören; nach einer EP 2016 veröffentlichte sie 2017 mit ihrem Quintett ihr Debütalbum Waves and White Horses bei Unit Records.  Daneben arbeitet sie im Duo mit Saxophonist Jonas Engel und mit Benedikt Koch im Duo Birds and Rectangles. Im Quartett Der grüne Salon interpretiert sie (mit Johanna Klein und Simon Below/Simon Seeberger) gesellschaftskritische Lieder von Brecht und anderen deutschsprachigen Künstlern. Um eine größere Präsenz von Frauen im Jazz zu bewirken, engagiert sie sich weiterhin im 2016 gegründeten Peng-Kollektiv, das 2021 den Ehrenpreis beim WDR Jazzpreis erhielt, und ist Mitorganisatorin des Frauenjazzfestivals Peng.